# Heart of Dallas Bowl 2016
Match précédent Match suivant
Le Heart of Dallas Bowl 2016 est un match annuel d'après-saison régulière de football américain de niveau universitaire joué après la saison régulière de 2016, le 27 décembre 2016 au Cotton Bowl de Dallas dans le Texas.
Il s'agit de la 7e édition du Heart of Dallas Bowl.
Le match met en présence les équipes des Black Knights de l'Army équipe indépendante et des Mean Green de North Texas issue de la Conference USA.
Il a débuté à ? heure locale et est retransmis en télévision sur ESPN.
Sponsorisé par la société  Zaxby's Real Chicken, le match est officiellement dénommé le Zaxby's Heart of Dallas Bowl. Le pay-out pour ce match est de 1 100 000 US$ par équipe.

## Présentation du match
| Équipes                                                                                       | Conférences  | Entraîneurs   | Stats. saison rég. | Classements avant le bowl CFP-AP-Coaches |
| --------------------------------------------------------------------------------------------- | ------------ | ------------- | ------------------ | ---------------------------------------- |
| Black Knights de l'Army                                                                       | Indépendants | Jeff Monken   | 7 - 5              | NC                                       |
| Mean Green de North Texas                                                                     | C-USA        | Seth Littrell | 5 - 7              | NC                                       |
| Arbitre : Hubert Owens (SEC) Équipe donnée favorite par les bookmakers : Army par 9,5 points. |              |               |                    |                                          |

Il s'agit de la 6e rencontre entre ces deux équipes, l'Army ayant remporté les quatre premières rencontres, North Texas battant l'Army 35 à 18  pour la toute première fois le 22 octobre 2016.

### Army
Avec un bilan global en saison régulière de 7 victoires et 5 défaites, l'Army est éligible et accepte l'invitation pour participer au Heart of Dallas Bowl de 2016.
Ils terminent 2e des Indépendants derrière BYU.
À l'issue de la saison 2015 (bowl compris ou non compris), ils n'apparaissent pas dans les classements CFP , AP et Coaches.
Il s'agit de leur 1er apparition au Heart of Dallas Bowl.

### North Texas
Avec un bilan global en saison régulière de 5 victoires et 7 défaites, North Texas est repêché et accepte l'invitation pour participer au Heart of Dallas Bowl de 2016.
Ils terminent 4e de la Western Division de la Conference USA derrière Louisiana Tech, UTSA et Southern Miss, avec un bilan en division de 3 victoires et 5 défaites.
À  l'issue de la saison 2015 (bowl compris ou non compris), ils n'apparaissent pas dans les classements CFP , AP et Coaches.
Il s'agit de leur 2e participation au Heart of Dallas Bowl. Ils avaient gagné le Heart of Dallas Bowl 2014 36 à 14 contre UNLV.

## Résumé
Résumé en français, photos et vidéo du match sur The Blue Pennant.
Début du match à 11 h 06 heure locale, fin à 14 h 35 pour une durée totale de match de 3 h 29 min.
Température de 14 °C, vente faible de nord-ouest de 5 km/h, ciel assez nuageux.
| QT          | Temps       | Drive       | Drive       | Drive       | Équipe      | Description de l'action | Score | Score |
| QT          | Temps       | Jeux        | Yards       | TDP         | Équipe      | Description de l'action | ARMY  | NT    |
| ----------- | ----------- | ----------- | ----------- | ----------- | ----------- | --- | ----- | ----- |
| 1           | 09:18       | 11          | 75          | 05:42       | ARMY        | TD à la suite d'une course de 5 yards par RB Woolfolk Damell mais la tentative de conversion à 1 point par K Wilson Blake échoue                    | 6     | 0     |
| 1           | 06:35       | 6           | 66          | 02:37       | NT          | TD à la suite d'une course de 22 yards par RB Wilson Jeffery + 1 point de conversion par K Moore Trevor                                             | 6     | 7     |
| 1           | 04:56       | 3           | 76          | 01:34       | ARMY        | TD à la suite d'une course de 70 yards par RB Campbell Tyler mais la tentative de conversion à 2 points par une course de RB Walker Kell échoue     | 12    | 7     |
| 2           | 13:05       | 10          | 67          | 05:14       | ARMY        | TD à la suite d'une course de 1 yard par RB Woolfolk Damell mais la tentative de conversion à 2 points par une course de QB Bradshaw Ahmad échoue   | 18    | 7     |
| 2           | 06:37       | 9           | 93          | 04:10       | ARMY        | TD à la suite d'une course de 6 yards par RB Davidson, Andy mais la tentative de conversion à 2 points par une passe de TE Mendenhall Dalton échoue | 24    | 7     |
| 2           | 02:26       | 9           | 83          | 04:02       | NT          | TD de 22 yards par RB Wilson Jeffery à la suite d'une réception de passe de QB Morris Alec + 1 point de conversion par K Moore Trevor               | 24    | 14    |
| 2           | 00:10       | 6           | 68          | 01:40       | NT          | TD de 27 yards par WR Bussey Rico à la suite d'une réception de passe de QB Morris Alec + 1 point de conversion par K Moore Trevor                  | 24    | 21    |
| 3           | 07:41       | 6           | 84          | 03:05       | ARMY        | TD à la suite d'une course de 65 yards par QB Bradshaw Ahmad + 1 point de conversion par K Wilson Blake                                             | 31    | 21    |
| 3           | 00:45       | 1           | 18          | 00:05       | NT          | TD de 18 yards par WR Wilson Tyler à la suite d'une réception de passe de QB Morris Alec + 1 point de conversion par K Moore Trevor                 | 31    | 28    |
| 4           | 00:28       | 11          | 50          | 01:50       | NT          | FG de 37 yards par K Moore Trevor | 31    | 31    |
| ET          | 15:00       | 7           | 25          | 00:00       | ARMY        | TD de 3 yards par RB Asberry Jordan + 1 point de conversion par K Wilson Blake                                                                      | 38    | 31    |
| Score final | Score final | Score final | Score final | Score final | Score final | Score final | 38    | 31    |

## Statistiques
| Statistiques par équipe                |                           |                          |
| Statistiques                           | ARMY                      | NT                       |
| 1er down                               | 22                        | 19                       |
| 1er down à la course                   | 20                        | 7                        |
| 1er down à la passe                    | 2                         | 11                       |
| 1er down suite pénalité                | 0                         | 1                        |
| Conversion de 3e down                  | 11/17                     | 5/12                     |
| Conversion de 4e down                  | 2/4                       | 1/3                      |
| Jeux–yards                             | 78 jeux pour 533 yards    | 67 jeux pour 410 yards   |
| Yards à la course                      | 74 courses pour 480 yards | 27 courses pour 96 yards |
| Yards à la passe                       | 53 yards                  | 314 yards                |
| Passes : Réussies-Tentées-Interceptées | 2/4, 0 int.               | 27/40, 2 int.            |
| Réussite en zone rouge/chances         | 4/4                       | 3/4                      |
| TD                                     | 6                         | 4                        |
| Field Goals                            | 0/0                       | 1/1                      |
| Sacks (Nombre-Yards perdus)            | 1/5                       | 0/0                      |
| Fumbles (Nombre/Perdus)                | 1/1                       | 1/0                      |
| Pénalités (Nombre/Yards perdus)        | 4/40                      | 6/55                     |
| Temps de possession                    | 36:18                     | 23:42                    |

| Meilleur joueur (MVP) |        |       |
| Nom                   | Équipe | Poste |
| Ahmad Bradshaw        | Army   | QB    |

| Statistiques individuelles |                |                                                 |
| Quaterbacks                |                |                                                 |
| ARMY                       | Ahmad Bradshaw | 2/3 passes réussies, 53 yards, 0 TD, 0 Int.     |
| NT                         | Alec Morris    | 26/38 passes réussies, 304 yards, 3 TDs, 1 Int. |
| Meilleurs coureurs         |                |                                                 |
| ARMY                       | Ahmad Bradshaw | 18 portées, 129 yards, 1 TD                     |
| NT                         | Jeffery Wilson | 20 portées, 81 yards, 1 TD                      |
| Meilleurs receveurs        |                |                                                 |
| ARMY                       | Tyler Campbell | 1 réception, 38 yards                           |
| NT                         | Turner Smiley  | 8 réceptions, 79 yards                          |
| Meilleurs tackleurs        |                |                                                 |
| ARMY                       | Jeremy Timpf   | 12 tacles en solo, 3 assistes                   |
| NT                         | Fred Scott     | 6 tacles en solo, 5 assistes                    |